# Loris lydekkerianus
Loris lydekkerianus (Тонкий лорі сірий) — вид нічних мокроносих приматів родини лорієвих (Lorisidae). Мешкає у тропічних дощових та сухих лісах на півдні Індії та Шрі-Ланці.

## Опис
Тіло завдовжки 18-25 см, вагою 85-370 г. Шерсть м'ягка, густа, червоно-коричневого забарвлення, черево- сіре.

## Спосіб життя
Це соціальний вид, що спить та живиться невеликими групками. Основу раціону складають мурахи. Також поїдають пташині яйця, ягоди, членистоногих.

## Охорона
Вид перебуває під загрозою зникнення через руйнування місць проживання, вирубування лісів. Мешкає у кількох природоохоронних територіях.